# Левина, Елизавета Иосифовна
Елизавета Иосифовна Левина (Лайза Левина, Elizaveta (Liza) Levina; род. 20 мая 1974, Ленинград) — российский и американский математик и статистик. Доктор философии (2002), профессор Мичиганского университета. Один из наиболее цитируемых учёных 2016 года по версии Thomson ISI.

## Биография
Родилась в семье доктора физико-математических наук Иосифа Марковича Левина, главного научного сотрудника лаборатории оптики океана и атмосферы Института океанологии АН СССР, и кандидата физико-математических наук Тамары Мордхаевны Радомысльской (род. 1937), старшего научного сотрудника этой же лаборатории.
Окончила Санкт-Петербургский государственный университет по математике (1994). В 1997 году получила степень магистра математики в Университете Юты, а в 2002 году — доктора философии по статистике в Калифорнийском университете в Беркли, будучи отмечена за диссертацию для последней Erich Lehmann Award.
С того же 2002 года преподаёт в Мичиганском университете: ассистент-профессор, с 2009 года ассоциированный профессор, с 2014 года профессор статистики, с 2017 года именной профессор (Vijay Nair Collegiate Professor).
Приглашённый докладчик Международного конгресса математиков 2018 года.
Избрана для чтения медальон-лекции Института математической статистики в 2019 году.
С 2012 года член редколлегии Annals of Statistics.
Избранный член Международного статистического института (2011), фелло Американской статистической ассоциации и Института математической статистики (обоих — с 2016). Отмечена Молодёжной премией Нётер от Американской статистической ассоциации (2010).
Муж — Эдвард Ионидес (род. 1973), профессор статистики Мичиганского университета. Мать троих детей.